# الشيطان يعظ (رواية)
الشيطان يعظ هي مجموعة قصصية من تأليف الأديب المصري الحاصل على جائزة نوبل في الأدب نجيب محفوظ صدرت لأوّل مرة في عام 1979، واقتُبس عن إحدى قصصها فيلم سينمائيّ من إخراج المخرج المصري أشرف فهمي عُرض في عام 1981 بعنوان الشيطان يعظ وقام ببطولته الممثل الراحل نور الشريف.

## عن الكتاب
يتألف الكتاب من مجموعة قصصية تضمّ عشر قصص قصيرة بالإضافة إلى مسرحيّتان وضعتا في نهاية الكتاب كلاهما تتكون من فصل واحد. تتباين جميع هذه القصص القصيرة والمسرحيّات في الطول من حيث القصر أو الطول، كما تتباين في شخصياتها ما بين الفتوات ورجال السلطة، وتحمل القصص القصيرة التي يحتويها الكتاب عناوينًا مثل:
- الرجل الثاني
- أمشير
- قرار في ضوء البرق
- الربيع القادم
- الشيطان يعظ

## روابط خارجية
- صفحة الكتاب على موقع جود ريدز
- صفحة الكتاب على موقع أبجد